# جان مکنزی (قایقران)
جان مکنزی (انگلیسی: John Mackenzie; ۲۱ سپتامبر ۱۸۷۶ – ۹ دسامبر ۱۹۴۹) قایقران قایق بادبانی اهل بریتانیا بود.